# Mauro Silva
Mauro da Silva Gomes (* 12. ledna 1968, São Bernardo do Campo) je bývalý brazilský fotbalový záložník a reprezentant. Má i španělské občanství. Hrál na postu defenzivního středopolaře. Mistr světa z roku 1994 v USA po finálové výhře v penaltovém rozstřelu nad Itálií.
Celkem odehrál za Seleção (brazilský národní tým) 59 zápasů v letech 1991–2001.